# 세포질
세포질(細胞質, 영어: cytoplasm)은 세포 내부를 채우고 있는 균일하고, 일반적으로는 투명한 점액 형태의 물질이다. 세포질은 세포핵을 제외한 세포액과 세포소기관으로 이루어진다. 세포액은 수분, 염분, 세포소기관을 이루는 분자, 그리고 반응 촉매로 작용하는 효소로 구성된다. 세포질은 세포에서 중요한 역할을 하는데, 세포막으로 둘러 싸여 있는 이른바 "분자 수프"를 구성하며, 그 속에서 세포핵 및 세포소기관이 서로 뭉쳐있을 수 있게 해준다.

## 세포질의 구성
세포질의 최대 80%까지 차지하는 액체 성분은 이온 및 용해되어 있는 효소, 탄수화물, 염, 단백질, RNA와 같은 거대 분자로 구성되어 있다. 세포질의 액체 성분은 투명질이라고도 불린다.
액체 성분은 주변 상태나 세포의 활동 상태에 따라 젤 형태나 액체 형태일 수 있다. 젤 상태의 세포질은 세포 젤이라고 불리며, 점성의 단단한 덩어리이다. 액체 상태의 세포질은 세포액이라고 불리며, 유동성 있는 액체이다. 일반적으로 세포의 가장자리는 젤과 비슷한 상태이며, 세포 내부는 액체 상태이다.
세포질 내부의 비용해성 구성 요소로는 미토콘드리아, 엽록체, 리보솜, 과산화소체와 같은 세포소기관 및 일부 액포, 세포골격 등이 있으며, 소포체나 골지체와 같은 복잡한 세포막 구조 역시 구성 요소의 하나이다.

## 세포에 따른 세포질의 차이
모든 세포는 세포질을 가지고 있지만, 생물 분류에 따라 그 특성은 매우 다르다. 동물 세포에서는 세포질이 거의 세포 부피의 절반을 차지하지만, 식물 세포에서는 액포의 존재로 인해 세포질이 훨씬 적은 부피를 차지한다.

## 기능
세포질은 세포의 모양 및 항상성을 유지하며, 세포소기관을 지탱해주는 역할을 한다. 또한 대개 물질대사에 사용되면서 생명 유지에 반드시 필요한 화학 물질을 저장하는 장소이기도 하다.

## 같이 보기
- 세포액(cytosol)